# 이재수 (1877년)
이재수(李在守, 1877년 ~ 광무(光武) 5년(1901년))는 대한 제국 광무 5년(1901년)에 제주도에서 교폐, 세폐 시정을 외치며 일어난 신축민난의 장두(狀頭, 지도자)이다. 《속음청사》는 이제수(李濟秀)로 적고 있다.

## 생애
본관은 고부(古阜, 지금의 전라북도 정읍)이고. 제주도 대정군(大靜郡) 출신이다. 시준(時俊)과 송씨 사이의 둘째아들이다. 관노(官奴) 또는 마부 신분으로 태어났는데 어려서부터 싸움과 장난을 잘하였고, 칼과 활 등 무예에도 뛰어났다고 한다.
당시 정부에서 파견된 봉세관(捧稅官) 강봉헌(姜鳳憲)의 남세(濫稅)와 이와 결탁한 천주교도의 작폐가 심각하였다. 정부에서 파견된 제주도 봉세관(封稅官) 강봉헌(姜鳳憲)은 평안도 출신으로 엄청난 잡세를 징수하면서 최형순 등 천주교인들을 채용해 세금을 거두었다. 천주교도들은 자신들이 차지한 토지 내에 있던 신당(神堂)과 신목(神木)들을 불사르며 제주 재래의 문화를 무시했을 뿐 아니라, 프랑스인 신부가 가진 치외법권적 권한을 등에 업고 도민들에게서 마구잡이로 금품을 갈취하고 범법 행위를 자행하며 민중의 감정을 더욱 자극했다. 그러던 중 1901년 2월 9일에 군민과 천주교도의 충돌 사건이 일어나는데 이때 장의를 지낸 오신락(吳信洛)의 죽음은 신축민란의 직접적 원인이 된다. 대정군수 채구석(蔡龜錫)이 오신락의 시신을 부검할 때 이재수도 동행했다고 알려져 있다.
군민들은 봉세관과 천주교도의 잔인성을 성토하고 이를 제주목사에게 호소하려 하였다. 그 소식을 접한 천주교도들 800여 명은 마르셀 마크루 신부와 함께 총칼로 무장하고 출동, 군민들을 습격해 장두 오대현을 비롯한 6명을 납치했다. 주모자인 장두만 없으면 나머지 사람들은 해산할 것이라고 믿었던 그들의 생각과는 다르게, 이재수가 나서서 도민들을 지휘하게 되었다. 오대현이 납치되고 대정으로 물러난 교인들을 향해 무차별 사격을 가하는 천주교인들에게 분노한 이재수는 강우백과 조사생, 오대헌(오대현의 형)과 사후 대책을 협의하고, 군중 앞에서 "우리는 신부와 교도들의 사격과 폭력으로 총상을 입고 장두와 동지들을 납치당했다. 이제 비록 지도자를 잃었다고 해서 우리가 당초 결의했었던 대사를 도중에 좌절시킬 수는 없지 않은가. 우리는 다시 굳게 단결하고 재기하면 초지를 관철할 수 있을 것이며 또한 납치된 장두와 동지도 구출해 낼 수 있다."며 봉기를 부추겨, 각 리에 격문을 보내 동지를 소집, 이틀 만에 수천 명이 대정으로 모여들었다고 한다.
그들은 총검과 죽창을 들었고 총포를 든 포수도 40여 명이 합류했다. 민군은 동진과 서진으로 나뉘어 동진을 강우백, 서진을 이재수가 맡아 제주성으로 쳐들어 갔다. 고산, 두모, 협재, 곽지 등을 거쳐 제주성으로 향한 이재수는 5월 16일에 황사평에서 동진과 합류, 주성을 포위하였다. 5월 28일에 성이 함락되고, 이재수는 서문으로 입성하였다. 김윤식의 속음청사는 이때 이재수의 모습을 이렇게 기록하고 있다.
동진과 서진이 성을 나서서 두 고을을 돌았다. 서진의 이제수는 전립을 쓰고 공작 깃을 꽂았으며, 채찍을 들고 안경을 쓴 채로 가죽 안장을 얹은 말에 올라서 서양 우산을 들었다. 앞뒤에서 옹위해 나아가는데 모두 성 안에서 얻은 것이었다. 마을 사람들이 모두 칭송하기를, 이제수는 인물이 영웅답고 대사를 결단할 만한 능력이 있다고, 한라산의 정기를 품부받아 보통의 사람과는 다르다고 여겼다.— 《속음청사》(續陰晴史) 광무 5년(1901년) 5월 30일자

이재수는 관덕정에 앉아 붙잡힌 천주교도나 민가에 숨어 있는 천주교인들까지 모조리 색출하여 처단했다. 이때 피살된 천주교인의 수는 300명이 넘었다. 사건이 급박하게 전개되자 프랑스 신부들은 뮈텔 주교를 통하여 프랑스 함대를 부르게 되었다. 프랑스 함정이 왔을 때는 이미 천주교도들이 학살된 뒤였다. 프랑스 함정을 타고 제주로 온 신임목사 이재호, 찰리사 황기연은 교폐, 세폐 시정을 약속하는 방문을 내걸었고, 6월 11일에는 민란의 주동자로 지목된 대정군수 채구석ㆍ오대현ㆍ이재수 등 주모자들과 봉세관 강봉헌을 잡아들였다. 이때 이재수는 스스로 모든 책임을 지기로 하고 자수, 강우백과 오대현 두 사람과 함께 서울로 압송되었다.
7월 30일 프랑스 공사 플랑시(Plancy.C)는 서울로 압송된 이들의 처벌과 함께 천주교인들이 입은 피해에 대한 배상금을 조선 조정에 요구했다. 8월 1일부터 그들에 대한 재판이 서울 평리원에서 열렸는데, 이는 대한 제국 최초의 근대식 재판으로 기록된다. 10월 9일에는 판결이 내려져 오대현ㆍ강우백ㆍ이재수 세 사람에 대한 사형이 언도되어 이들은 교수형으로 사형에 처해졌으며, 나머지 가담자들은 징역 선고를 받았다. 프랑스가 요구한 피해액 원금 5160원은 정부가 갚고 이자인 722원은 제주도민들이 십시일반 모아 프랑스인들에게 배상하였다.
현재 서귀포시 대정읍 홍살문 거리에는 ‘제주대정군삼의사비’가 서 있다. 이 비는 1961년에 대정지역 유지들과 이재수의 후손들이 ‘이재수의 난’의 지도자였던 이재수ㆍ오대현ㆍ강우백 세 사람을 기리기 위해 세운 것이다.

## 이재수가 등장하는 작품
소설
현기영 《변방에 우짖는 새》 창작과비평사, 1983년
영화
박광수 감독 《이재수의 난》 1999년

## 참고 문헌
- 《제주도지》

## 같이 보기
- 민란
- 신축민란